# 二號球場 (溫布頓)

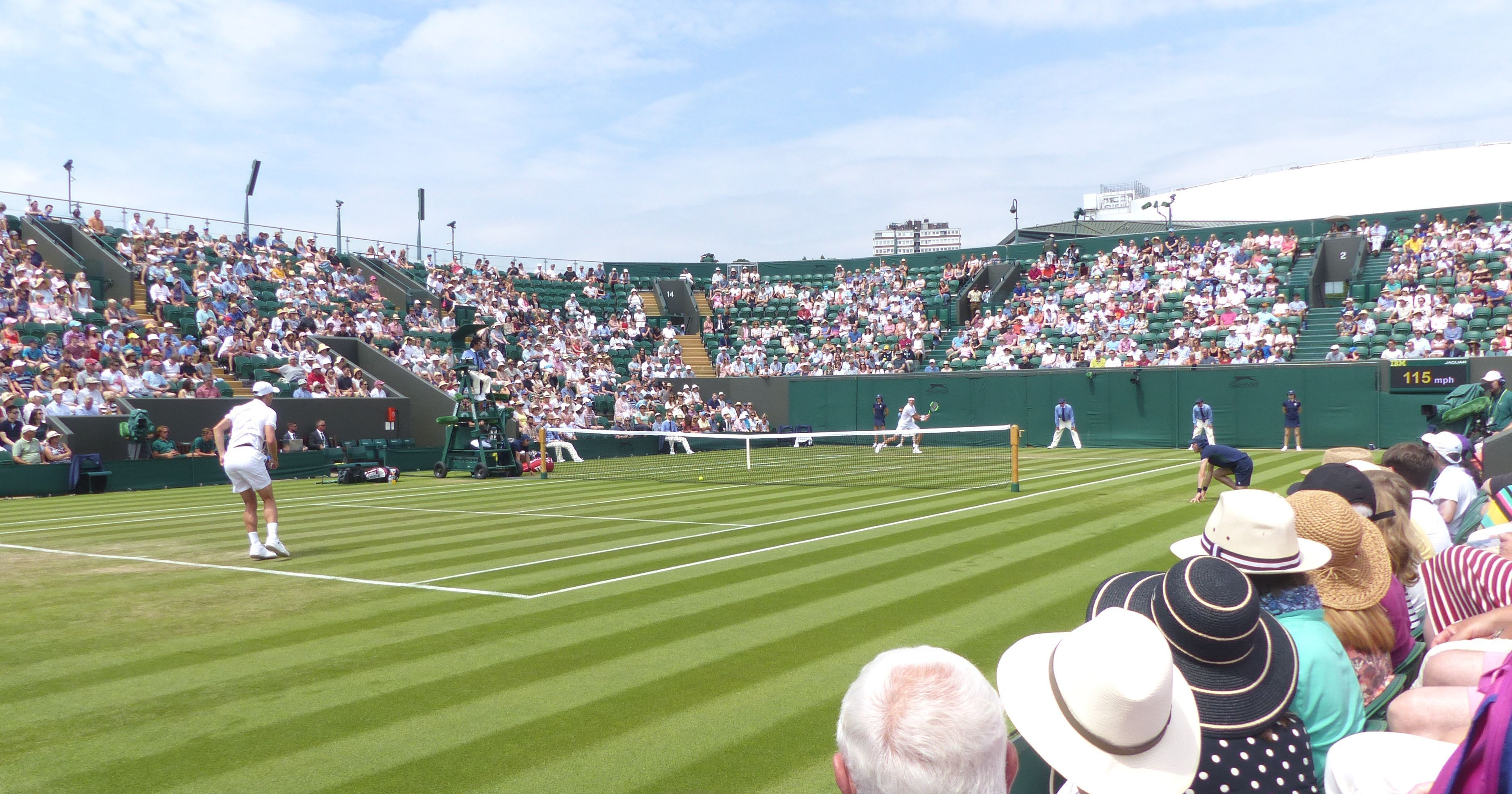

二號球場（No. 2 Court）是位於倫敦溫布頓全英草地網球和門球俱樂部的一座網球場。和其它三個網球大滿貫的球場不同，溫布頓的球場並不以球員的人名冠名。最初的二號球場設有2,192個座席，770個站席。現在的二號球場修建在之前的13號球場的位置上，可以容納4,000名觀眾。

## 外部連結
维基共享资源上的相關多媒體資源：二號球場
- Wimbledon No. 2 Court virtual tour